# Atractotomus balli
Atractotomus balli är en insektsart som beskrevs av Knight 1931. Atractotomus balli ingår i släktet Atractotomus och familjen ängsskinnbaggar. Inga underarter finns listade i Catalogue of Life.